# Desmond Bishop
Desmond Lamont Bishop (San Francisco, 24 luglio 1984) è un giocatore di football americano statunitense che gioca nel ruolo di linebacker per gli Arizona Cardinals nella National Football League (NFL). Fu scelto nel corso del sesto giro (192º assoluto) del Draft NFL 2007 dai Green Bay Packers. Al college ha giocato a football a California.

## Carriera professionistica

### Green Bay Packers
Bishop fu scelto dai Green Bay Packers nel corso del sesto giro del Draft 2007.
Bishop disputò dieci gare coi Packers durante la sua stagione da rookie, mettendo a segno 10 tackle. Durante la sua seconda stagione, Bishop giocò la prima gara da titolare in carriera nel corso della settimana contro gli Houston Texans, facendo registrare 12 tackle e un sack. La sua stagione terminò con un totale di 35 tackle.
Dopo che il middle linebacker titolare Nick Barnett subì un infortunio che pose termine anzitempo alla sua stagione nella quarta settimana della stagione 2010, Bishop fu nominato suo sostituto e fornì prestazioni al di sopra delle aspettative. Egli partì come titolare nelle rimanenti 12 gare della stagione, terminando la stagione regolare con 103 tackle, 3 sack, 2 fumble forzati e 1 intercetto che fu ritornato in touchdown. Bishop fu protagonista della giocata chiave del Super Bowl XLV: nella prima giocata del quarto periodo, i Pittsburgh Steelers stavano inseguendo i Packers 21-17 e si trovavano su una situazione di secondo&2 sulla linea delle 33 yard di Green Bay. Il running back degli Steelers Rashard Mendenhall prese il possesso del pallone e fu immediatamente scagliato a terra dal defensive end di Green Bay Ryan Pickett. Il tackle di Pickett permise a Clay Matthews di forzare un fumble raccolto da Bishop, il quale permise poi all'attacco dei Packers di portarsi sul 28-17 nei drive successivi. I Packers alla fine vinsero 31-25, riportando il titolo a Green Bay dopo 14 anni.
Il 4 gennaio 2011, i Packers rifirmarono Bishop con un contratto quadriennale del valore di 19 milioni di dollari.
Nella stagione 2011, le statistiche del giocatore migliorarono ancora rispetto l'annata precedente: egli, pur giocando solo 13 gare, tutte come titolare, concluse con 115 tackle totali, 5 sack e 2 fumble forzati. I Packers chiusero col miglior record della lega, 15-1, ma non riuscirono a bissare il titolo dell'anno precedente a causa dell'eliminazione da parte dei New York Giants nel divisional round dei playoff.
Il 17 giugno 2013, Bishop fu svincolato dai Packers.

### Minnesota Vikings
Il 24 giugno 2013, Bishop firmò un contratto annuale con i Minnesota Vikings al minimo salariale di 750000 $ di cui solo 50000 $ garantiti. A ciò si aggiunsero altri 600000 $ che portarono il totale ad un massimo di 1,35 milioni di dollari.
Dopo esser rimasto in panchina durante il primo incontro dell'anno che vide i Vikings uscire sconfitti per 24-34 dal Ford Field contro i Detroit Lions, Bishop prese parte ad alcuni scampoli della partita (senza metter statistiche a referto) che vide i Chicago Bears aver ragione dei Vikings per 30-31. La settimana seguente mise a segno 3 tackle (2 solitari ed uno assistito) nel match che vide i Vikings uscire sconfitti per 27-31 dal Metrodome contro i Cleveland Browns ed un altro tackle solitario lo mise a referto nella settimana 4 che vide i Vikings riuscire a portare a casa la prima vittoria della stagione contro i Pittsburgh Steelers al Wembley Stadium di Londra in una delle due gare delle NFL International Series della stagione 2013.
Dopo la settimana di riposo arrivò per Bishop la prima partita da titolare, ma il linebacker dei Vikings fu costretto ad uscire dal campo, a causa di un infortunio, già sul finire del secondo quarto della partita persa 35-10 contro i Carolina Panthers, dopo aver messo a referto un altro tackle solitario. Sottopostosi a risonanza magnetica il 14 ottobre, gli esami confermarono per Bishop lo strappo del legamento crociato anteriore che pose quindi prematuramente fine alla sua stagione.

### Arizona Cardinals
Il 14 agosto 2014, Bishop firmò con gli Arizona Cardinals.

## Palmarès
- Super Bowl : 1

Green Bay Packers: Super Bowl XLV
- National Football Conference Championship: 1

Green Bay Packers: 2010

## Statistiche
| Partite totali             | 73  |
| Partite totali da titolare | 27  |
| Tackle totali              | 297 |
| Sack fatti                 | 9,0 |
| Intercetti                 | 1   |
| Fumble forzati             | 8   |

Statistiche aggiornate alla stagione 2013